# IDM-Saison 2012

Logo der Internationalen Deutschen Motorradmeisterschaft.

Bei der Internationalen Deutschen Motorradmeisterschaft 2012 wurden Titel in den Klassen IDM Superbike, IDM Supersport, IDM 125, IDM Moto3 und IDM Sidecar vergeben.
Seit dieser Saison ist die Klasse Moto3 neu dabei, sie fährt in der 125-cm³-Klasse mit und wird getrennt gewertet.
Mit Ausnahme der Gespanne wurden in allen Klassen 16 Rennen ausgetragen. Bei den Gespannen wurden acht Rennen ausgetragen. Wobei der 3. und 5. Lauf, wegen Terminüberschneidung mit der Seitenwagen-Weltmeisterschaft, nicht im Rahmen der IDM ausgetragen wurden.

## Punkteverteilung
Meister wurde derjenige Fahrer beziehungsweise der Hersteller, der bis zum Saisonende die meisten Punkte erzielt hatte. Bei der Punkteverteilung wurden die Platzierungen im Gesamtergebnis des jeweiligen Rennens berücksichtigt. Die fünfzehn erstplatzierten Fahrer jedes Rennens erhielten Punkte nach folgendem Schema:
| Punkteverteilung | Punkteverteilung | Punkteverteilung | Punkteverteilung | Punkteverteilung | Punkteverteilung | Punkteverteilung | Punkteverteilung | Punkteverteilung | Punkteverteilung | Punkteverteilung | Punkteverteilung | Punkteverteilung | Punkteverteilung | Punkteverteilung | Punkteverteilung |
| ---------------- | ---------------- | ---------------- | ---------------- | ---------------- | ---------------- | ---------------- | ---------------- | ---------------- | ---------------- | ---------------- | ---------------- | ---------------- | ---------------- | ---------------- | ---------------- |
| Platz            | 1                | 2                | 3                | 4                | 5                | 6                | 7                | 8                | 9                | 10               | 11               | 12               | 13               | 14               | 15               |
| Punkte           | 25               | 20               | 16               | 13               | 11               | 10               | 9                | 8                | 7                | 6                | 5                | 4                | 3                | 2                | 1                |

In die Wertung kamen alle erzielten Punkte.

## Superbike

### Wissenswertes
- Ein Neuzugang in dieser Saison war Lucy Glöckner. Sie kam als Vize-Meisterin aus dem Yamaha R6-Dunlop Cup.

### Rennergebnisse
|   | Datum  | Strecke              | Pole-Position         | Lauf | Platz 1               | Platz 2               | Platz 3          | Schn. Rennrunde       | Gesamtführender |
| - | ------ | -------------------- | --------------------- | ---- | --------------------- | --------------------- | ---------------- | --------------------- | --------------- |
| 1 | 22.04. | EuroSpeedway Lausitz | Karl Muggeridge       | 1    | Matěj Smrž            | Jörg Teuchert         | Michael Ranseder | Matěj Smrž            | Matěj Smrž      |
| 1 | 22.04. | EuroSpeedway Lausitz | Karl Muggeridge       | 2    | Jörg Teuchert         | Michael Ranseder      | Gareth Jones     | Michael Ranseder      | Jörg Teuchert   |
| 2 | 06.05. | Oschersleben         | Karl Muggeridge       | 1    | Matěj Smrž            | Erwan Nigon           | Jörg Teuchert    | Matěj Smrž            | Jörg Teuchert   |
| 2 | 06.05. | Oschersleben         | Karl Muggeridge       | 2    | Erwan Nigon           | Matěj Smrž            | Karl Muggeridge  | Matěj Smrž            | Matěj Smrž      |
| 3 | 17.06. | Nürburgring          | Erwan Nigon           | 1    | Michael Ranseder      | Gareth Jones          | Jörg Teuchert    | Michael Ranseder      | Matěj Smrž      |
| 3 | 17.06. | Nürburgring          | Erwan Nigon           | 2    | Michael Ranseder      | Troy Herfoss          | Gareth Jones     | Michael Ranseder      | Matěj Smrž      |
| 4 | 01.07. | Red Bull Ring        | Michael Ranseder      | 1    | Michael Ranseder      | Erwan Nigon           | Jörg Teuchert    | Michael Ranseder      | Matěj Smrž      |
| 4 | 01.07. | Red Bull Ring        | Michael Ranseder      | 2    | Erwan Nigon           | Michael Ranseder      | Gareth Jones     | Erwan Nigon           | Erwan Nigon     |
| 5 | 22.07. | Assen                | Ghisbert van Ginhoven | 1    | Ghisbert van Ginhoven | Erwan Nigon           | Troy Herfoss     | Ghisbert van Ginhoven | Erwan Nigon     |
| 5 | 22.07. | Assen                | Ghisbert van Ginhoven | 2    | Matěj Smrž            | Ghisbert van Ginhoven | Troy Herfoss     | Ghisbert van Ginhoven | Erwan Nigon     |
| 6 | 05.08. | Schleizer Dreieck    | Matěj Smrž            | 1    | Matěj Smrž            | Karl Muggeridge       | Troy Herfoss     | Karl Muggeridge       | Erwan Nigon     |
| 6 | 05.08. | Schleizer Dreieck    | Matěj Smrž            | 2    | Karl Muggeridge       | Gareth Jones          | Jörg Teuchert    | Gareth Jones          | Erwan Nigon     |
| 7 | 02.09. | Sachsenring          | Ghisbert van Ginhoven | 1    | Erwan Nigon           | Jörg Teuchert         | Michael Ranseder | Dario Giuseppetti     | Erwan Nigon     |
| 7 | 02.09. | Sachsenring          | Ghisbert van Ginhoven | 2    | Dario Giuseppetti     | Michael Ranseder      | Jörg Teuchert    | Dario Giuseppetti     | Erwan Nigon     |
| 8 | 16.09. | Hockenheimring       | Damian Cudlin         | 1    | Damian Cudlin         | Erwan Nigon           | Matěj Smrž       | Erwan Nigon           | Erwan Nigon     |
| 8 | 16.09. | Hockenheimring       | Damian Cudlin         | 2    | Michael Ranseder      | Damian Cudlin         | Matěj Smrž       | Michael Ranseder      | Erwan Nigon     |

### Fahrerwertung
| 1  | Erwan Nigon           | BMW S 1000 RR        | Van Zon-alpha Technik-BMW                  | 258 |
| 2  | Michael Ranseder      | BMW S 1000 RR        | Technogym Racing Austria – Fritze Tuning   | 250 |
| 3  | Jörg Teuchert         | BMW S 1000 RR        | Wilbers-BMW-Racing                         | 224 |
| 4  | Gareth Jones          | BMW S 1000 RR        | Wilbers-BMW-Racing                         | 197 |
| 5  | Matěj Smrž            | Yamaha YZF-R1        | Yamaha Motor Deutschland by Monster Energy | 184 |
| 6  | Karl Muggeridge       | Honda CBR 1000 RR    | Honda Holzhauer Racing Promotion           | 150 |
| 7  | Troy Herfoss          | BMW S 1000 RR        | RAC Racing BMW                             | 149 |
| 8  | Dario Giuseppetti     | Ducati 1199 Panigale | Hertrampf-Racing powered by 3C-Carbon      | 133 |
| 9  | Ghisbert van Ginhoven | BMW S 1000 RR        | RAC Racing BMW                             | 117 |
| 10 | Roland Resch          | Suzuki GSX-R 1000    |                                            | 107 |
| 11 | Arie Vos              | BMW S 1000 RR        | Van Zon-alpha Technik-BMW                  | 78  |
| 12 | Lucy Glöckner         | BMW S 1000 RR        | Wilbers-BMW-Racing                         | 73  |
| 13 | Luca Hansen           | Yamaha YZF-R1        | Yamaha Motor Deutschland by Monster Energy | 57  |
| 14 | Arne Tode             | Honda CBR 1000 RR    | Honda Holzhauer Racing Promotion           | 50  |
| 15 | Ireneusz Sikora       | BMW S 1000 RR        | Wilbers-BMW-Racing                         | 48  |
| 16 | Branko Srdanov        | BMW S 1000 RR        |                                            | 30  |
| 17 | Peter Preussler       | BMW S 1000 RR        | AGR – Preussler Racing Team                | 27  |
| 18 | Filip Backlund        | Kawasaki ZX-10R      |                                            | 26  |
| 19 | Sascha Hommel         | Suzuki GSX-R 1000    | HPC-Power Suzuki-Racing                    | 23  |

### Konstrukteurswertung
| 1 | BMW      | 644 |
| 2 | Yamaha   | 241 |
| 3 | Honda    | 216 |
| 4 | Suzuki   | 130 |
| 5 | Kawasaki | 26  |

## Supersport

### Wissenswertes
- Seit dieser Saison wird auch in der Supersport-Klasse eine Konstrukteurswertung ausgetragen.
- Nach dem Lauf auf dem Red Bull Ring hat sich Thomas Walther vom Team Suzuki Laux getrennt und ist den Rest der Saison auf Yamaha weiter gefahren.

### Rennergebnisse
|   | Datum  | Strecke              | Pole-Position   | Lauf | Platz 1         | Platz 2             | Platz 3         | Schn. Rennrunde      | Gesamtführender |
| - | ------ | -------------------- | --------------- | ---- | --------------- | ------------------- | --------------- | -------------------- | --------------- |
| 1 | 22.04. | EuroSpeedway Lausitz | Daniel Sutter   | 1    | Daniel Sutter   | Jan Bühn            | Tatu Lauslehto  | Daniel Sutter        | Daniel Sutter   |
| 1 | 22.04. | EuroSpeedway Lausitz | Daniel Sutter   | 2    | Daniel Sutter   | Tatu Lauslehto      | Jaroslav Ĉerný  | Daniel Sutter        | Daniel Sutter   |
| 2 | 06.05. | Oschersleben         | Jesco Günther   | 1    | Jesco Günther   | David Linortner     | Tatu Lauslehto  | Jesco Günther        | Daniel Sutter   |
| 2 | 06.05. | Oschersleben         | Jesco Günther   | 2    | Tatu Lauslehto  | Kevin Wahr          | Leon Bovee      | David Linortner      | Daniel Sutter   |
| 3 | 17.06. | Nürburgring          | Roman Stamm     | 1    | David Linortner | Roman Stamm         | Kevin Wahr      | Michael van der Mark | Daniel Sutter   |
| 3 | 17.06. | Nürburgring          | Roman Stamm     | 2    | Daniel Sutter   | Leon Bovee          | David Linortner | Leon Bovee           | Daniel Sutter   |
| 4 | 01.07. | Red Bull Ring        | David Linortner | 1    | David Linortner | Tatu Lauslehto      | Daniel Sutter   | Daniel Sutter        | Daniel Sutter   |
| 4 | 01.07. | Red Bull Ring        | David Linortner | 2    | Tatu Lauslehto  | Stefan Kerschbaumer | Jesco Günther   | Dominic Schmitter    | Daniel Sutter   |
| 5 | 22.07. | Assen                | Jan Bühn        | 1    | Tatu Lauslehto  | David Linortner     | Daniel Sutter   | Tatu Lauslehto       | Daniel Sutter   |
| 5 | 22.07. | Assen                | Jan Bühn        | 2    | Tatu Lauslehto  | David Linortner     | Leon Bovee      | Leon Bovee           | Daniel Sutter   |
| 6 | 05.08. | Schleizer Dreieck    | David Linortner | 1    | Daniel Sutter   | Marc Moser          | Kevin Wahr      | Marc Moser           | Daniel Sutter   |
| 6 | 05.08. | Schleizer Dreieck    | David Linortner | 2    | Marc Moser      | Daniel Sutter       | Kevin Wahr      | Daniel Sutter        | Daniel Sutter   |
| 7 | 02.09. | Sachsenring          | Kevin Wahr      | 1    | Tatu Lauslehto  | Kevin Wahr          | David Linortner | Tatu Lauslehto       | Tatu Lauslehto  |
| 7 | 02.09. | Sachsenring          | Kevin Wahr      | 2    | David Linortner | Kevin Wahr          | Marc Moser      | Marc Moser           | Tatu Lauslehto  |
| 8 | 16.09. | Hockenheimring       | Marc Moser      | 1    | Marc Moser      | David Linortner     | Daniel Sutter   | Marc Moser           | Tatu Lauslehto  |
| 8 | 16.09. | Hockenheimring       | Marc Moser      | 2    | Marc Moser      | David Linortner     | Kevin Wahr      | Marc Moser           | Tatu Lauslehto  |

### Fahrerwertung
| 1  | Tatu Lauslehto       | Yamaha YZF-R6    |                                     | 267 |
| 2  | Daniel Sutter        | Kawasaki ZX-6R   | Kawasaki Schnock Team Shell Advance | 244 |
| 3  | David Linortner      | Yamaha YZF-R6    | GERIN-SKM Racing Team               | 232 |
| 4  | Kevin Wahr           | Yamaha YZF-R6    | ERC DMV Romero                      | 202 |
| 5  | Marc Moser           | Yamaha YZF-R6    | Triple M Racing                     | 165 |
| 6  | Jesco Günther        | Suzuki GSX-R 600 | Team Suzuki Mayer                   | 164 |
| 7  | Roman Stamm          | Suzuki GSX-R 600 | Team Suzuki Mayer                   | 111 |
| 8  | Dominic Schmitter    | Yamaha YZF-R6    | PCP Racing Team                     | 101 |
| 9  | Jaroslav Ĉerný       | Yamaha YZF-R6    | VECTOR BILY KM                      | 97  |
| 10 | Leon Bovee           | Yamaha YZF-R6    |                                     | 88  |
| 11 | Jan Bühn             | Yamaha YZF-R6    | AGR – Preussler Racing Team         | 86  |
| 12 | Dominik Vincon       | Yamaha YZF-R6    | MSC Freier Grund e. V. im DMV       | 79  |
| 13 | Christian von Gunten | Kawasaki ZX-6R   | Kawasaki Schnock Team Shell Advance | 59  |
| 14 | Daniel Puffe         | Yamaha YZF-R6    | PRP Racing Team                     | 51  |
| 15 | Stefan Kerschbaumer  | Yamaha YZF-R6    | Herzenswünsche Racing Team          | 50  |

| 16 | Roman Raschle       | Yamaha YZF-R6    | Bily Racing Team                    | 50 |
| 17 | Gabriel Läuger      | Yamaha YZF-R6    | GERIN-SKM Racing Team               | 33 |
| 18 | Thomas Walther      | Yamaha YZF-R6    |                                     | 29 |
| 19 | Pepijn Bijsterbosch | Yamaha YZF-R6    |                                     | 21 |
| 20 | Marc Neumann        | Suzuki GSX-R 600 |                                     | 19 |
| 21 | Jos van der Aa      | Yamaha YZF-R6    |                                     | 17 |
| 22 | Patrick Vincon      | Suzuki GSX-R 600 | MSC Freier Grund e. V. im DMV       | 16 |
| 23 | Randy Harmuth       | Honda CBR 600 RR | Race-Point-Brandt                   | 15 |
| 24 | Sarah Heide         | Suzuki GSX-R 600 | Team Suzuki Laux ADAC Sachsen       | 10 |
| 25 | Marc Buchner        | Yamaha YZF-R6    | Herzenswünsche Racing Team          | 8  |
| 26 | Alex Phillis        | Kawasaki ZX-6R   | Kawasaki Schnock Team Shell Advance | 7  |
| 27 | Kervin Bos          | Yamaha YZF-R6    |                                     | 6  |
| 28 | Florian Bauer       | Yamaha YZF-R6    | TSB-Racing O’Neal                   | 6  |
| 29 | Christoph Kasberger | Yamaha YZF-R6    |                                     | 5  |
| 30 | Thomas Helldobler   | Yamaha YZF-R6    | VECTOR 24-7 GP                      | 2  |

### Konstrukteurswertung
| 1 | Yamaha   | 660 |
| 2 | Kawasaki | 328 |
| 3 | Suzuki   | 291 |
| 4 | Honda    | 15  |

## 125-cm³-Klasse

### Wissenswertes
- Thomas Gradinger wechselte während der Saison in die Moto3-Klasse.

### Rennergebnisse
|   | Datum  | Strecke              | Pole-Position   | Lauf | Platz 1            | Platz 2            | Platz 3            | Schn. Rennrunde    | Gesamtführender  |
| - | ------ | -------------------- | --------------- | ---- | ------------------ | ------------------ | ------------------ | ------------------ | ---------------- |
| 1 | 22.04. | EuroSpeedway Lausitz | Florian Alt     | 1    | Florian Alt        | Max Maurischat     | Thomas van Leeuwen | Florian Alt        | Florian Alt      |
| 1 | 22.04. | EuroSpeedway Lausitz | Florian Alt     | 2    | Florian Alt        | Ladislav Chmelik   | Max Enderlein      | Florian Alt        | Florian Alt      |
| 2 | 06.05. | Oschersleben         | Péter Sebestyén | 1    | Henning Flathaug   | Max Maurischat     | Péter Sebestyén    | Henning Flathaug   | Florian Alt      |
| 2 | 06.05. | Oschersleben         | Péter Sebestyén | 2    | Thomas van Leeuwen | Damien Raemy       | Max Maurischat     | Thomas van Leeuwen | Max Maurischiat  |
| 3 | 17.05. | Nürburgring          | Luca Grünwald   | 1    | Max Enderlein      | Ladislav Chmelik   | Max Maurischat     | Ladislav Chmelik   | Max Maurischiat  |
| 3 | 17.05. | Nürburgring          | Luca Grünwald   | 2    | Ladislav Chmelik   | Max Enderlein      | Joé Schack         | Ladislav Chmelik   | Ladislav Chmelik |
| 4 | 01.07. | Red Bull Ring        | Luca Grünwald   | 1    | Ladislav Chmelik   | Max Maurischat     | Henning Flathaug   | Ladislav Chmelik   | Ladislav Chmelik |
| 4 | 01.07. | Red Bull Ring        | Luca Grünwald   | 2    | Florian Alt        | Ladislav Chmelik   | Max Enderlein      | Florian Alt        | Ladislav Chmelik |
| 5 | 22.07. | Assen                | Luca Grünwald   | 1    | Florian Alt        | Thomas van Leeuwen | Max Enderlein      | Florian Alt        | Ladislav Chmelik |
| 5 | 22.07. | Assen                | Luca Grünwald   | 2    | Florian Alt        | Max Enderlein      | Henning Flathaug   | Florian Alt        | Ladislav Chmelik |
| 6 | 05.08. | Schleizer Dreieck    | Luca Grünwald   | 1    | Florian Alt        | Ladislav Chmelik   | Thomas van Leeuwen | Florian Alt        | Ladislav Chmelik |
| 6 | 05.08. | Schleizer Dreieck    | Luca Grünwald   | 2    | Florian Alt        | Max Enderlein      | Damien Raemy       | Florian Alt        | Ladislav Chmelik |
| 7 | 02.09. | Sachsenring          | Luca Grünwald   | 1    | Florian Alt        | Max Enderlein      | Ladislav Chmelik   | Florian Alt        | Ladislav Chmelik |
| 7 | 02.09. | Sachsenring          | Luca Grünwald   | 2    | Florian Alt        | Ladislav Chmelik   | Max Enderlein      | Florian Alt        | Ladislav Chmelik |
| 8 | 16.09. | Hockenheimring       | Luca Grünwald   | 1    | Florian Alt        | Ladislav Chmelik   | Maurice Ullrich    | Florian Alt        | Florian Alt      |
| 8 | 16.09. | Hockenheimring       | Luca Grünwald   | 2    | Florian Alt        | Ladislav Chmelik   | Maurice Ullrich    | Florian Alt        | Florian Alt      |

### Fahrerwertung
| 1  | Florian Alt        | KTM GP          | Freudenberg Racing Team        | 275 |
| 2  | Ladislav Chmelik   | Aprilia RSW 125 |                                | 267 |
| 3  | Max Enderlein      | KTM GP          | Freudenberg Racing Team        | 203 |
| 4  | Henning Flathaug   | Honda RS 125    |                                | 185 |
| 5  | Damien Raemy       | Honda RS 125    |                                | 157 |
| 6  | Joé Schack         | Honda RS 125    | Honda-Cintula-Racing           | 132 |
| 7  | Thomas van Leeuwen | KTM FRR 125     |                                | 130 |
| 8  | Max Maurischat     | KTM GP          | Freudenberg Racing Team        | 120 |
| 9  | Lenno Huthmacher   | Derbi RSW 125   |                                | 88  |
| 10 | Maurice Ullrich    | Aprilia RS 125  | Kielbassa Racing               | 85  |
| 11 | Wesley Jonker      | Honda RS 125    |                                | 64  |
| 12 | Thomas Gradinger   | Honda RS 125    | Motorcycle-Competition Service | 56  |
| 13 | Péter Sebestyén    | Derbi RSW 125   |                                | 37  |
| 14 | Reiner Scheidhauer | Honda RS 125    |                                | 36  |
| 15 | Jesper Rellijeff   | Aprilia RS 125  |                                | 21  |
| 16 | Tasia Rodink       | Honda RS 125    |                                | 21  |
| 17 | Julian Mayer       | Aprilia RSW 125 |                                | 13  |

## Moto3

### Wissenswertes
- Tasia Rodink ist während der Saison in die 125-cm³ Klasse gewechselt.

### Rennergebnisse
|   | Datum  | Strecke              | Pole-Position   | Lauf | Platz 1           | Platz 2                | Platz 3                | Schn. Rennrunde   | Gesamtführender |
| - | ------ | -------------------- | --------------- | ---- | ----------------- | ---------------------- | ---------------------- | ----------------- | --------------- |
| 1 | 22.04. | EuroSpeedway Lausitz | Florian Alt     | 1    | Luca Grünwald     | Bryan Schouten         | Klaus Heidel           | Luca Grünwald     | Luca Grünwald   |
| 1 | 22.04. | EuroSpeedway Lausitz | Florian Alt     | 2    | Luca Grünwald     | Michael Ecklmaier      | Klaus Heidel           | Luca Grünwald     | Luca Grünwald   |
| 2 | 06.05. | Oschersleben         | Péter Sebestyén | 1    | Ernst Dubbink     | Klaus Heidel           | Christoph Beinlich     | Ernst Dubbink     | Klaus Heidel    |
| 2 | 06.05. | Oschersleben         | Péter Sebestyén | 2    | Luca Grünwald     | Klaus Heidel           | Bryan Schouten         | Luca Grünwald     | Luca Grünwald   |
| 3 | 17.05. | Nürburgring          | Luca Grünwald   | 1    | Luca Grünwald     | Klaus Heidel           | Bryan Schouten         | Klaus Heidel      | Luca Grünwald   |
| 3 | 17.05. | Nürburgring          | Luca Grünwald   | 2    | Bryan Schouten    | Michael Ecklmaier      | Klaus Heidel           | Bryan Schouten    | Luca Grünwald   |
| 4 | 01.07. | Red Bull Ring        | Luca Grünwald   | 1    | Luca Grünwald     | Michael Ecklmaier      | Marcel Alves Rodrigues | Luca Grünwald     | Luca Grünwald   |
| 4 | 01.07. | Red Bull Ring        | Luca Grünwald   | 2    | Michael Ecklmaier | Marcel Alves Rodrigues | Klaus Heidel           | Luca Grünwald     | Luca Grünwald   |
| 5 | 22.07. | Assen                | Luca Grünwald   | 1    | Luca Grünwald     | Bryan Schouten         | Klaus Heidel           | Luca Grünwald     | Luca Grünwald   |
| 5 | 22.07. | Assen                | Luca Grünwald   | 2    | Bryan Schouten    | Klaus Heidel           | Michael Ecklmaier      | Luca Grünwald     | Luca Grünwald   |
| 6 | 05.08. | Schleizer Dreieck    | Luca Grünwald   | 1    | Luca Grünwald     | Klaus Heidel           | Michael Ecklmaier      | Luca Grünwald     | Luca Grünwald   |
| 6 | 05.08. | Schleizer Dreieck    | Luca Grünwald   | 2    | Luca Grünwald     | Michael Ecklmaier      | Bryan Schouten         | Luca Grünwald     | Luca Grünwald   |
| 7 | 02.09. | Sachsenring          | Luca Grünwald   | 1    | Luca Grünwald     | Bryan Schouten         | Michael Ecklmaier      | Bryan Schouten    | Luca Grünwald   |
| 7 | 02.09. | Sachsenring          | Luca Grünwald   | 2    | Luca Grünwald     | Bryan Schouten         | Michael Ecklmaier      | Luca Grünwald     | Luca Grünwald   |
| 8 | 16.09. | Hockenheimring       | Luca Grünwald   | 1    | Luca Grünwald     | Michael Ecklmaier      | Maximilian Kappler     | Michael Ecklmaier | Luca Grünwald   |
| 8 | 16.09. | Hockenheimring       | Luca Grünwald   | 2    | Luca Grünwald     | Bryan Schouten         | Michael Ecklmaier      | Luca Grünwald     | Luca Grünwald   |

### Fahrerwertung
| 1  | Luca Grünwald          | Honda NSF 250 R | Freudenberg Racing Team        | 300 |
| 2  | Michael Ecklmaier      | Honda NSF 250 R | EMR                            | 244 |
| 3  | Bryan Schouten         | Honda NSF 250 R | DUTCH RACING TEAM              | 227 |
| 4  | Klaus Heidel           | Honda NSF 250 R | ADAC Sachsen Leistungszentrum  | 198 |
| 5  | Christoph Beinlich     | Honda NSF 250 R | Beinlich Racing Team e. V.     | 168 |
| 6  | Maximilian Kappler     | Honda NSF 250 R | Freudenberg Racing Team        | 148 |
| 7  | Jerry van de Bunt      | Honda NSF 250 R |                                | 143 |
| 8  | Marcel Alves Rodrigues | Honda NSF 250 R | ADAC Hessen-Thüringen e. V.    | 89  |
| 9  | Timo Kugler            | Honda NSF 250 R |                                | 84  |
| 10 | Ryan van de Lagemaat   | Honda NSF 250 R | DUTCH RACING TEAM              | 64  |
| 11 | Tasia Rodink           | Honda NSF 250 R |                                | 33  |
| 12 | Thomas Gradinger       | Honda NSF 250 R | Motorcycle-Competition Service | 20  |

## Gespanne

### Rennergebnisse
|   | Datum  | Strecke              | Pole-Position                  | Platz 1                          | Platz 2                          | Platz 3                          | Schn. Rennrunde                  | Gesamtführender                 |
| - | ------ | -------------------- | ------------------------------ | -------------------------------- | -------------------------------- | -------------------------------- | -------------------------------- | ------------------------------- |
| 1 | 22.04. | EuroSpeedway Lausitz | Kurt Hock / Enrico Becker      | Pekka Päivärinta / Adolf Hänni   | Markus Schlosser / Thomas Hofer  | Kurt Hock / Enrico Becker        | Pekka Päivärinta / Adolf Hänni   | Pekka Päivärinta / Adolf Hänni  |
| 2 | 06.05. | Oschersleben         | Pekka Päivärinta / Adolf Hänni | Markus Schlosser / Thomas Hofer  | Jörg Steinhausen / Grégory Cluze | Pekka Päivärinta / Adolf Hänni   | Pekka Päivärinta / Adolf Hänni   | Markus Schlosser / Thomas Hofer |
| 3 | 13.05. | Oschersleben         | Pekka Päivärinta / Adolf Hänni | Pekka Päivärinta / Adolf Hänni   | Kurt Hock / Enrico Becker        | Michael Grabmüller / Axel Kölsch | Pekka Päivärinta / Adolf Hänni   | Pekka Päivärinta / Adolf Hänni  |
| 4 | 19.06. | Red Bull Ring        | Kurt Hock / Enrico Becker      | Pekka Päivärinta / Adolf Hänni   | Kurt Hock / Enrico Becker        | André Kretzer / Enrico Roick     | Kurt Hock / Enrico Becker        | Pekka Päivärinta / Adolf Hänni  |
| 5 | 22.07. | Schleizer Dreieck    | Kurt Hock / Enrico Becker      | Pekka Päivärinta / Adolf Hänni   | Kurt Hock / Enrico Becker        | Josef Sattler / Stefan Trautner  | Pekka Päivärinta / Adolf Hänni   | Pekka Päivärinta / Adolf Hänni  |
| 6 | 05.08. | Schleizer Dreieck    | Kurt Hock / Enrico Becker      | Pekka Päivärinta / Adolf Hänni   | Kurt Hock / Enrico Becker        | Mike Roscher / Uwe Neubert       | Kurt Hock / Enrico Becker        | Pekka Päivärinta / Adolf Hänni  |
| 7 | 02.09. | Sachsenring          | Pekka Päivärinta / Adolf Hänni | Pekka Päivärinta / Adolf Hänni   | Kurt Hock / Enrico Becker        | Michael Grabmüller / Axel Kölsch | Pekka Päivärinta / Adolf Hänni   | Pekka Päivärinta / Adolf Hänni  |
| 8 | 16.09. | Hockenheimring       | Kurt Hock / Enrico Becker      | Michael Grabmüller / Axel Kölsch | Kurt Hock / Enrico Becker        | André Kretzer / Enrico Roick     | Michael Grabmüller / Axel Kölsch | Pekka Päivärinta / Adolf Hänni  |

### Fahrerwertung
| 1  | Pekka Päivärinta   | Adolf Hänni                            | LCR-Suzuki   |                                    | 175 |
| 2  | Kurt Hock          | Enrico Becker                          | LCR-Suzuki   |                                    | 160 |
| 3  | André Kretzer      | Enrico Roick                           | LCR-Suzuki   | MSC Freier Grund e. V. im DMV      | 110 |
| 4  | Dieter Eilers      | Michael Prudlik                        | LCR-Suzuki   |                                    | 73  |
| 5  | Josef Sattler      | Stefan Trautner                        | RSR-Suzuki   | Polizeisportverein Wels Motorsport | 69  |
| 6  | Peter Schröder     | Manuel Hirschi                         | LCR-Suzuki   |                                    | 66  |
| 7  | Mike Roscher       | Uwe Neubert                            | LCR-Suzuki   | ADAC Sachsen                       | 61  |
| 8  | Jakob Rutz         | Jens Lehnertz                          | LCR-Yamaha   |                                    | 61  |
| 9  | Michael Grabmüller | Axel Kölsch                            | LCR-Kawasaki | Polizeisportverein Wels            | 57  |
| 10 | Bernhard Pichler   | Manfred Wechselberger                  | RSR-Suzuki   | Polizeisportverein Wels            | 52  |
| 11 | Thilo Wotzka       | Sandor Pohl                            | LCR-Suzuki   |                                    | 41  |
| 12 | Sophia Kirchhofer  | Anna Burkard                           | LCR-Suzuki   |                                    | 38  |
| 13 | Peter Kaspar       | Marcel Fries                           | LCR-Suzuki   |                                    | 35  |
| 14 | Christian Ruppert  | Jeffrey Verhagen bzw. Tobias Pietzonka | LCR-Yamaha   |                                    | 29  |
| 15 | Andres Nussbaum    | Tobias Aebischer                       | LCR-Suzuki   |                                    | 26  |
| 16 | Uwe Gürck          | Peter Adelsberger bzw. Manuel Eckert   | LCR-Suzuki   |                                    | 26  |
| 17 | Dieter Ess         | Eric Steinert                          | RSR-Sidecar  |                                    | 9   |
| 18 | Andreas Veltjens   | Werner Knoof                           | LCR          |                                    | 8   |

## Rahmenrennen
- Im Rahmen der Internationalen Deutschen Motorradmeisterschaft 2012 fanden acht Rennen zum Yamaha R6-Dunlop Cup und sieben Rennen zum ADAC Junior Cup statt.